# 2022年世界運動會中華台北代表團
2022年世界運動會中華台北代表團是中華民國（台灣）以“中華台北”名義，參與在美國伯明罕舉行的2022年世界運動會。

## 獎牌統計

### 獎牌項目
| 項目     | 金牌 | 銀牌 | 銅牌 | 總數 |
| -------- | ---- | ---- | ---- | ---- |
| 拔河     | 1    | 0    | 0    | 1    |
| 滑輪溜冰 | 0    | 2    | 3    | 5    |
| 健力     | 0    | 2    | 0    | 2    |
| 武術     | 0    | 1    | 1    | 2    |
| 撞球     | 0    | 1    | 0    | 1    |
| 壘球     | 0    | 0    | 1    | 1    |
| 合球     | 0    | 0    | 1    | 1    |

### 獎牌得主
| 獎牌 | 運動員 | 運動     | 項目                       |
| ---- | --- | -------- | -------------------------- |
| 金牌 | 田嘉欣、古采蓉、賴亭諭 田嘉蓉、施芷芯、黃俞安 李洳君、董涵、林夢筑                                               | 拔河     | 室外女子540公斤級          |
| 銀牌 | 陳映竹 | 滑輪溜冰 | 女子100公尺爭先賽          |
| 銀牌 | 陳映竹 | 滑輪溜冰 | 女子200公尺計時賽          |
| 銀牌 | 謝宗庭 | 健力     | 男子輕量級                 |
| 銀牌 | 楊森 | 健力     | 男子超重量級               |
| 銀牌 | 周婕妤 | 撞球     | 女子九號球                 |
| 銀牌 | 劉佩勳 | 武術     | 女子太極拳、太極劍全能項目 |
| 銅牌 | 郭立陽 | 滑輪溜冰 | 男子100公尺爭先賽          |
| 銅牌 | 郭立陽 | 滑輪溜冰 | 男子500公尺爭先賽          |
| 銅牌 | 陳映竹 | 滑輪溜冰 | 女子單圈爭先賽             |
| 銅牌 | 邱安汝、柯夏愛、杜雅婷 蔡珈蓁、李思詩、林志霙 楊依婷、何欹璠、柯佳慧 林鳳珍、陳家宜、劉瑄 姜婷恩、張嘉芸、沈嘉玟 | 壘球     | 女子團體                   |
| 銅牌 | 張傑勝、邰煒哲、陳俊達 吳俊賢、黃子堯、邱瀚生 高禎佑、陳沁、王怡文 詹雅涵、林雅雯、彭千津 羅凱葉、張書綺         | 合球     | 團體                       |
| 銅牌 | 賴柏瑋 | 武術     | 男子南拳、南棍全能項目     |

## 飛行運動
- 趙莛宇：男子中量級-競速無人機（第21名）

## 蹼泳
- 何品莉：
  - 雙蹼50公尺女子組（第五名）
  - 雙蹼100公尺女子組（第六名）

## 滑水
- 楊侑曄：寬版滑水自由式（10強準決賽-分組第五）

## 撞球
- 周婕妤：女子組九號球（ 銀牌）
- 柯秉中：男子組九號球（16強淘汰）

## 保齡球
- 黃瓊瑶：單人賽（未晉級）
- 簡秀蘭：單人賽（未晉級）
- 黃瓊瑶、簡秀蘭：雙人賽（0：2負）

## 壘球
- 邱安汝、柯夏愛、杜雅婷、蔡珈蓁、李思詩、林志霙、楊依婷、何欹璠、柯佳慧、林鳳珍、陳家宜、劉　瑄、姜婷恩、張嘉芸、沈嘉玟
  - 女子壘球（ 銅牌）

## 合球
- 張傑勝、邰煒哲、陳俊達、吳俊賢、黃子堯、邱瀚生、高禎佑、陳沁、王怡文、詹雅涵、林雅雯、彭千津、羅凱葉、張書綺：
  - 團體（ 銅牌）

## 輕艇水球
- 張尚勇、陳榮達、趙子興、黃品翰、詹博翔、宋雋熙、詹忠霖、呂青憲：輕艇水球（第六名）

## 空手道
- 谷筱霜：女子對打50公斤級（第四名）
- 徐瑋駿：男子對打75公斤級（預賽）

## 柔術
- 魏居正：男子對打85公斤級（第四名）

## 健力

### 男子組
- 楊森：男子超重量級（ 銀牌）
- 謝宗庭：男子輕量級（ 銀牌）
- 田基森：男子超重量級（第四名）
- 林逸鈞：男子輕量級（未完賽）

### 女子組
- 黃彥慈：女子中量級（第五名）

## 滑輪溜冰
- 陳映竹：
  - 200公尺計時賽（ 銅牌）
  - 100公尺爭先賽（ 銀牌）
  - 單圈爭先賽（ 銅牌）
- 郭立陽：
  - 200公尺計時賽（第四名）
  - 500公尺爭先賽（ 銅牌）
  - 1000公尺爭先賽（8強）
  - 100公尺爭先賽（ 銀牌）
  - 單圈爭先賽（未晉級決賽）
- 楊詠淇：
  - 10000公尺計時淘汰賽（第六名）
  - 1000公尺爭先賽（第四名）
  - 10000公尺淘汰賽（未達標準淘汰）
  - 10000公尺計時賽（第12名）
  - 15000公尺淘汰賽（第九名）
- 古長晉：
  - 10000公尺計點淘汰賽（未完賽）
  - 1000爭先賽（預賽）
  - 10000公尺淘汰賽（未達標準淘汰）
  - 10000公尺計點賽（第14名）
  - 15000公尺淘汰賽（第六名）

## 相撲

### 男子組
- 黃維凡：男子輕量級（16強）
- 姚來興：男子輕量級（16強）
- 黃柏誠：男子中量級（16強）

### 女子組
- 妮卡勒·麥尚：女子輕量級（敗部復活賽）
- 余庭：女子重量級（敗部復活賽）
- 孫佩妤：女子重量級（16強）

## 拔河
- 黃俞安、施芷芯、董涵、李洳君、田嘉欣、田嘉蓉、林夢筑、賴亭諭、古采蓉：室外女子540公斤級（ 金牌）

## 武術
- 劉佩勳：女子太極拳太極劍（ 銀牌）
- 賴柏瑋：男子男拳南棍（ 銅牌）
- 王振名：男子棍術刀術（第五名）